# Csábítás (film)
A Csábítás (eredeti cím: The Beguiled) 2017-ben bemutatott amerikai thriller-filmdráma, amelyet Sofia Coppola írt és rendezett. A film alapjául Thomas P. Cullinan The Beguiled című 1966-os regénye szolgált, melyet első ízben 1971-ben dolgoztak fel, A tizedes háreme címmel. A főbb szerepekben Colin Farrell, Nicole Kidman, Kirsten Dunst és Elle Fanning látható.
Világpremierje 2017. május 24-én volt a Cannes-i fesztiválon. Részt vett az Arany Pálmáért zajló versenyben, Coppola pedig elnyerte a legjobb rendezés díját. Az amerikai mozikban a Focus Features mutatta be 2017. június 23-án.

## Cselekmény
1864-ben, az amerikai polgárháború idején John McBurney, az Unió tizedese súlyos sérülésekkel egy bentlakásos lányiskolába kerül. A fogoly azonnal felkelti az intézményben élő nők figyelmét, akik féltékenységükben először egymás, majd később a tizedes ellen fordulnak.

## Szereplők
| Szerep                 | Színész        | Magyar hang        |
| ---------------------- | -------------- | ------------------ |
| John McBurney tizedes  | Colin Farrell  | Kaszás Gergő       |
| Miss Martha Farnsworth | Nicole Kidman  | Kisfalvi Krisztina |
| Edwina Morrow          | Kirsten Dunst  | Huszárik Kata      |
| Alicia                 | Elle Fanning   | Laudon Andrea      |
| Amy                    | Oona Laurence  | Vida Sára          |
| Jane                   | Angourie Rice  | Pekár Adrienn      |
| Marie                  | Addison Riecke | Hermann Lilla      |
| Emily                  | Emma Howard    | Lamboni Anna       |
| százados               | Wayne Péré     | Magyar Bálint      |

## Forgatás
A forgatás 2016. október 31-től  2016. december 7-ig zajlott.
A Louisiana-i Napoleonville-ben található Madewood Ültetvényház (Madewood Plantation House) területén vették fel a film nagy részét, a belső, házban játszodó jelenetekhez Jennifer Coolidge színésznő New Orleans-i otthonát használták.

## Kapcsolódó film
- A tizedes háreme – Don Siegel az eredeti alapművet feldolgozó 1971-es filmje